# Apanteles erasmi
Apanteles erasmi är en stekelart som beskrevs av Nixon 1972. Apanteles erasmi ingår i släktet Apanteles och familjen bracksteklar. Inga underarter finns listade i Catalogue of Life.